# Эль-Тур, Анна
А́нна Само́йловна Исако́вич (в замужестве Каланта́рова; псевдоним А́нна Эль-Ту́р; 4 июня 1890, Одесса — 30 мая 1954, Амстердам) — русско-французская певица

 и музыкальный педагог, профессор Амстердамской консерватории.

## Биография
Родилась в семье одесских караимов. Отец — гласный Одесской Городской Думы, владелец известных одесских бань Самуил Исаакович Исакович. Мать — Рахиль Семёновна Мангуби, занималась благотворительной деятельностью. Анна Эль-Тур окончила Санкт-Петербургскую консерваторию по классам фортепиано (у Анны Есиповой) и вокала, затем училась в Лейпциге. В 1908 году успешно гастролировала в Великобритании вместе со скрипачом Яном Кубеликом, исполняя преимущественно русский репертуар. Вернувшись в Россию, Эль-Тур выступала в Петербурге, заслужив восторженный отзыв Цезаря Кюи: «Я уверен в ваших выдающихся дальнейших успехах. У вас для этого есть все: голос, прекрасная школа, редкая музыкальность, захватывающий темперамент и, наконец, выдающийся декламационный талант».
В 1913—1920 годах преподавала в Москве, затем покинула Россию. В 1922—1925 гг. в Берлине, в 1925—1948 гг. в Париже, с 1948 года жила в Нидерландах, профессор Амстердамской консерватории. Среди учеников Эль-Тур, в частности, Дженни Турель, взявшая в её честь псевдоним (образованный перестановкой частей в псевдониме педагога).
Один из некрологов Эль-Тур был написан Гайто Газдановым.
Жизнь и творчество Анны Эль-Тур являются темой исследования голландского музыковеда и историка музыки Ольги де Корт.
Муж с 1931 года — Георгий (Жорж) Сергеевич Калантаров (1875, Санкт-Петербург — 1942, Нормандия), юрист и писатель. Участник Корниловского движения. В 1918 году уехал в Югославию, с 1929 жил в деревне в Нормандии. Погиб, попав под автомобиль.
Похоронена на кладбище Вестервелд в Дрихёйсе (Велзен, Северная Голландия).